# Wangelin (Ganzlin)
Das Dorf Wangelin, unweit des Plauer Sees, ist eines der 11 Dörfer der Gemeinde Ganzlin im Landkreis Ludwigslust-Parchim im Süden des Bundeslandes Mecklenburg-Vorpommern.
Entstanden im Mittelalter im Zusammenhang mit der Burg Wangelin ist es im 21. Jahrhundert ein im Charakter des im 19. Jahrhundert geprägten, gut erhaltenen Dorfes, mit nach wie vor landwirtschaftlicher Produktion.
Seit den 1990er Jahren Wangelin zudem Standort von zwei überregional wirkenden Einrichtungen, dem Wangeliner Garten und der Europäischen Bildungsstätte für Lehmbau, gegründet in der Folge der Wende von 1990 auf Initiative des F.A.L., des 'Vereins zur Förderung ökologisch-ökonomisch angemessener Lebensverhältnisse westlich des Plauer Sees e. V.
Beide Einrichtungen sind Beispiele ökologischer Bauweisen und Lehrkonzepte, die sich erfolgreich im ländlichen Raum entwickelt haben. Im Zuge dieser Entwicklung ist im Ort ein bemerkenswertes Ensemble neuer Lehmbauten entstanden.

## Geschichte
Der Name weist auf 'Ort des Wa^gel' (''slawisch = Holzkohle''). Im Mittelalter (o. J.) bestand nahe dem Dorf, das im Jahr 1448 erstmals urkundlich erwähnt wurde, am Ort einer alten namensgebenden Wüstung eine Burg. Hier entwickelten sich bis 1633 elf Bauernhöfe, die Zahl der Einwohner ging jedoch zurücK. 1640 wurden nur noch drei Personen gezählt. So fiel der Ort 1645 erneut wüst. Ab 1647 erfolgte eine Wiederbesiedlung und ein Wiederaufbau von Häusern und Nutzgebäuden. Im Jahr 1704 hatte Wangelin bereits wieder 71 Einwohner. Während Napoleons Feldzügen (1806–1812) wurden Soldaten der französischen Armee bei den Familien einquartiert.

Im letzten Jahr des Zweiten Weltkriegs 1944/1945 waren im Ort Einheiten der Wehrmacht und der SS stationiert. Nach Kriegsende nutzten Angehörige der Roten Armee die Unterkünfte. Nach Gründung der DDR, 1951 schloss sich Wangelin mit dem benachbarten Gnevsdorf zur Gemeinde Wangelin-Gnevsdorf zusammen. Die Kollektivierung der Landwirtschaft führte zur Gründung der LPG 8. März (benannt nach dem Internationalen Frauentag). Die Anzahl der Einwohner blieb in den folgenden Jahrzehnten relativ stabil.
Infolge der deutschen Wiedervereinigung und der damit verbundenen Änderung des Gesellschaftssystems wurde die LPG 1990 aufgelöst und in Einzelbauernstellen zurückverwandelt. 1991 war der Ort Mitbegründer des oben genannten Projektes FAL, zusammen mit weiteren umliegenden Gemeinden. Im Jahr 1992 erfolgte die Gründung der Lehreinrichtung Wangeliner Garten.
Von 2004 bis 2014 gehörte Wangelin zur Gemeinde Buchberg, dann erfolgte der Zusammenschluss mit den Gemeinden Ganzlin und Wendisch Priborn. Elf ehemalige selbstständige Dörfer bilden seitdem die Gemeinde Ganzlin, jedes der ehemaligen Dörfer ist somit ein Ortsteil.

## Geografie

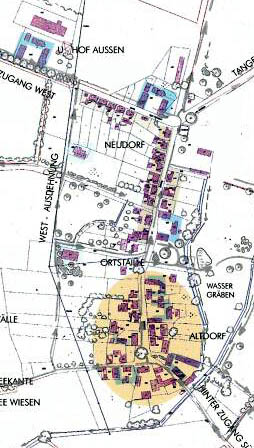
Straßendorf Wangelin

Das Straßendorf liegt auf der leicht abfallenden, langwelligen Ebene von Schlemmin im Norden und Retzow im Süden. Die Feldflur beginnt am Rand des Schlemminer Waldes und läuft im Süden in die trockengelegte jetzt als Weideland genutzte Fläche des ehemaligen Wangeliner Sees aus, der seit 1992 Naturschutzgebiet ist. Nach Osten hin ist sie modelliert durch die Senke eines Bachs und den Retzower Landrücken mit der dann folgenden Flur um Gnevsdorf. Nach Westen erstreckt sie sich plan bis nach Vietlübbe.
Wangelin liegt zugleich an der Lehm- und Backsteinstraße die mehrere ie Orte von Parchim über Lübz bis Plau am See verbindet. Im Ortsteil Gnevsdorf gibt es zu dieser Straße das Lehmmuseum Gnevsdorf und die Ziegelei in Benzin und die Wollmanufaktur Uelepuele.

## Ortsbild
Die in Nord-Süd-Richtung verlaufende Straße des Straßendorfs ist in landestypischer, traufseitiger Reihung gesäumt von Einzelhäusern, teilweise mit einem markanten Zwerchgiebel, als Zeichen einer gewissen Wohlhabenheit. Der T-förmige Dorfplatz im Süden versammelt in lockerer Anordnung ein Ensemble dieser Haustypen.

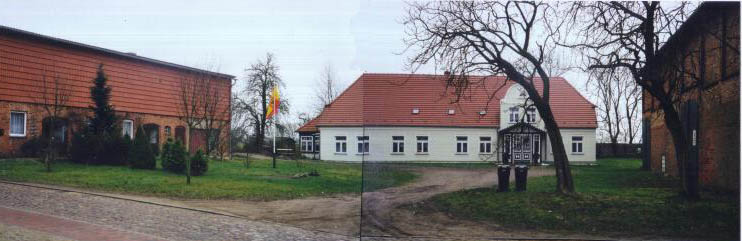
Dreiseithof in Wangelin, beidseitige Wirtschaftsflügel und Wohnhaus mit Zwerchgiebel

Die Dreiseithöfe an der Ostseite der Straße lockern die Reihung auf. Sie geben dem Ortsbild mit ihrer tiefen Hoffläche, dem zurückspringenden traufseitigen Haupthaus und dem vorgezogenen mittigen Eingang die typischen Merkmale.
Alle Grundstücke haben jeweils rückwärtig einen direkten Zugang zu den Wiesen, auf denen teilweise auch bei den kleineren ehemaligen Bauernstellen die Nebengebäude stehen.

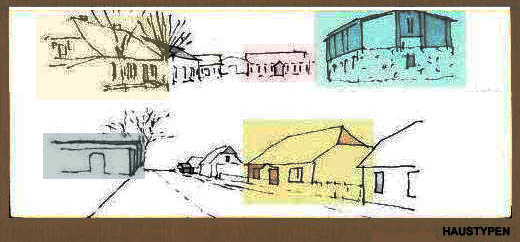
Haustypen Wangelin

Im Ortsteil an der Vietlübber Straße reihen sich nach Westen hin drei weitere charakteristische Dreiseithöfe. Die am weitesten westlich liegende Immobilie ist unter dem Namen Wangelin Ausbau bekannt.
Durch Umnutzung von Gebäuden im nördlichen Teil der Dorfstraße ist die Europäische Bildungsstätte für Lehmbau entstanden, die Verbindung nach Westen zum Wangeliner Garten hat.
Die neue Gartenanlage stellt eine Ausnahme in der strangartigen Ortsstruktur dar. Der 1992 gegründete Lehr- und Bauerngarten liegt in der hinteren, westlichen Feldflur Richtung Vietlübbe und umfasst zahlreiche Gebäude und Einrichtungen. Die beiden Einrichtungen, Wangeliner Garten und Europäische Bildungsstätte für Lehmbau sind Projekte des F.A.L. e. V., entstanden in der direkten Folge der Wende von 1990.

## Naturgarten, Lehmhäuser und Lehmbau-Ausbildung

### Zielsetzung
Anliegen des FAL war es neben anderen Projekten, neue, arbeitsschaffende, ausbildungs- und touristisch wirksame Einrichtungen mit naturnaher und ökologischer Zielsetzung im ländlichen Raum zu schaffen. Zudem sollten nicht genutzte Flächen dem Dorfleben zugutekommen.

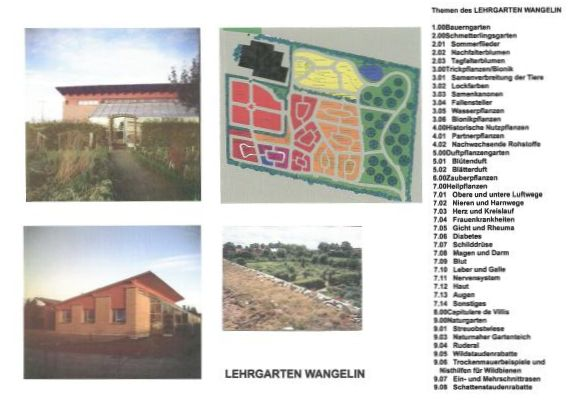
Anlage der Themenbereiche und Gebäude

### Wangeliner Garten
Der Lehrgarten zeigt typische Pflanzen und Pflanzengesellschaften des norddeutschen Klimas in der mecklenburgischen und brandenburgischen Kulturlandschaft. Er wird zahlreich frequentiert und von Gruppen angefahren. Er besteht aus 5 thematischen Gartenbereichen.
Der Schau- und Lehrgarten ist das Herz des vielseitigen Geländes, und sein Namensgeber. Er besteht seit 1992 und bietet einen facettenreichen Einblick in die Bedeutung der Pflanzen für den Menschen. Zwischen Obstbäumen und Trickpflanzen werden periodisch Skulpturen und Kunstinstallationen ausgestellt.

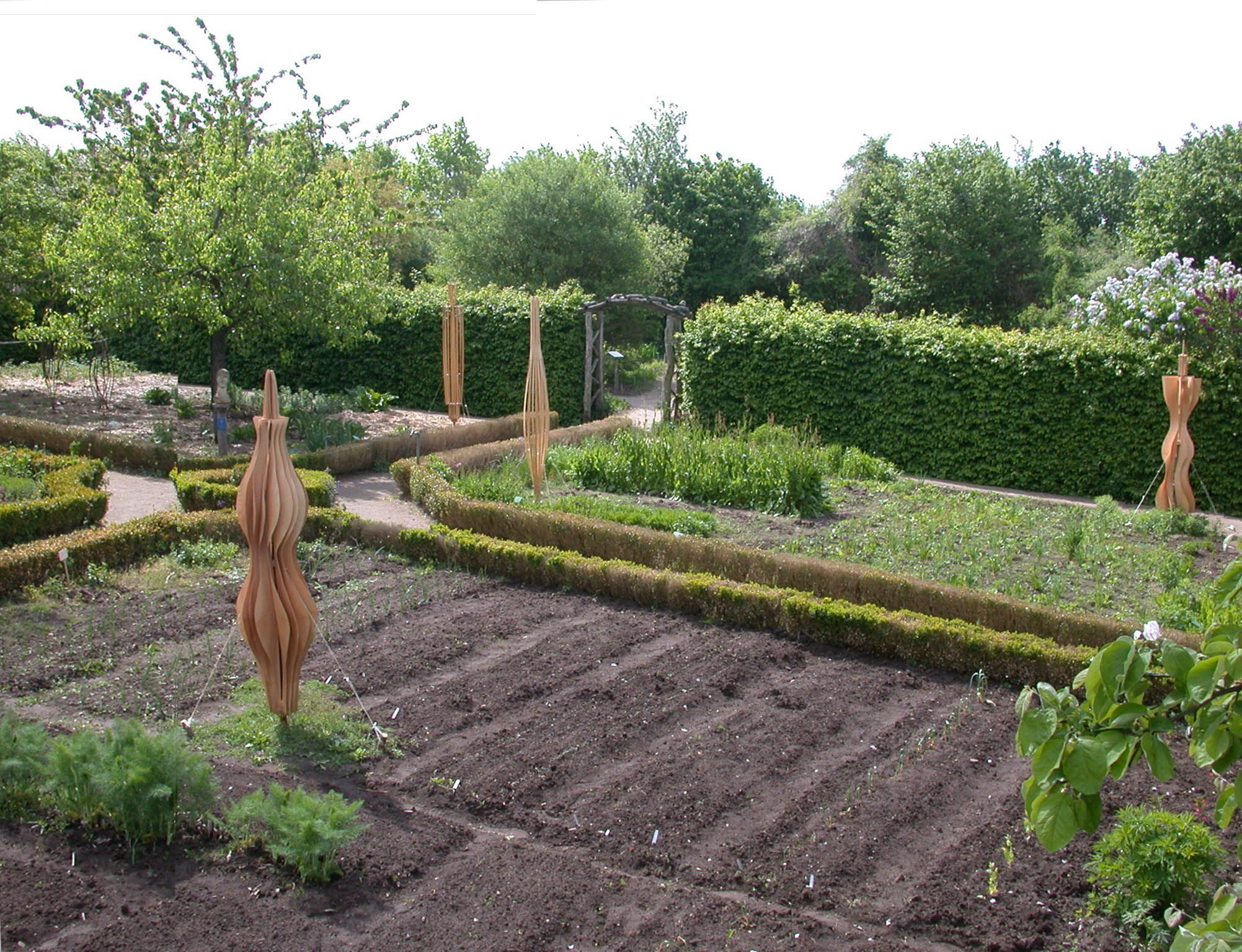
Skulpturenausstellung

Der Bauerngarten zeigt neben vielseitigen Zierpflanzen eine Auswahl von Nutzpflanzen, die schon seit hunderten von Jahren von Bauern und in den Klostergärten in unseren Breiten angebaut wurden und werden.
Der Schmetterlingsgarten zeigt, dass insektenfreundliche Gärten ein enormer Beitrag zum Erhalt der heimischen Biodiversität sind. Es werden von verschiedenen Insekten unterschiedliche Lebensstadien und ganz unterschiedliche Futterquellen gezeigt.
Bionik-Abteilung: Phänomene der Natur in der Übertragung auf die Technik werden gezeigt. Ein Beispiel ist die Große Klette (Arctium lappa), die Georges de Mestral 1941 als Vorbild für den Klettverschluss diente.
Trick- oder Zauberpflanzen: Vor allem Blütenpflanzen haben im Laufe der Evolution originellste Lösungen entwickelt. Hier werden diverse u. a. Bestäubungsarten wie bei Aronstab und Springkraut deutlich gemacht.
Aktivitäten: Die Gartenbetreiber veranstalten Praxisseminare, Bildungsveranstaltungen, Führungen und Kulturveranstaltungen.

### Naturbauweisen und Lehmarchitektur
An den Lehrgarten schließt sich ein Ensemble von Lehmgebäuden mit verschiedenen gestalterischen und bautechnischen Varianten an, entstanden von 1995 bis 2015. Stroh, Lehm und Schilf sind die Hauptbestandteile der in ökologischer Bauweise entstandenen Bauten. Sie knüpfen an traditionelle Baustoffe an, die im ländlichen Raum naturgemäß vorkommen und immer schon verarbeitet wurden. Das Wissen um ihre Vorteile, ihre Verarbeitung und Gestaltungsmöglichkeiten werden somit erhalten und bewusst weitergegeben.

### Lehmhaus
Das Lehmhaus, initiiert vom F.A.L.-Verein, zugleich Gemeinschaftshaus des Dorfes und Hauptgebäude des Gartens wurde als erstes Bauwerk auf dem Gelände des Wangeliner Gartens 2000/2001 von einer Bauherren-Gemeinschaft errichtet. Es ist zum einen ein Gebäuderecycling mit einem Anlehngewächshaus aus LPG-Beständen und zum anderen mit der scheunenartigen Gestalt des Hauptgebäudes eine moderne Interpretation ländlicher Zweckbauten aus einer Mischung sorgfältig ausgewählter Naturbaustoffe.

Der skulpturale Lehmofen zeichnet eine Pflanzenspitze nach, angeregt durch die mikroskopischen Pflanzenfotografien von Karl Blossfeldt.
Dies Gebäude hat die prägende Richtung für die später folgenden weiteren Lehmgebäude gegeben.

### Steenshaus
Die Amerikanischen Lehmbauspezialisten Bill und Athena Steen haben ein weiteres auffälliges Gebäude entworfen und realisiert. Die in Deutschland nicht zugelassene Bauweise mit Strohballen zwischen Ringbalken haben sie so abgewandelt, dass sie mithilfe von zwischengesetzten Holzständern ebenfalls die Naturstoffe einsetzen konnten.

### Gartencafé und Gärtnerinnenhaus
Das Gartencafé, unter einem Hogan-Dach, eine Bauweise der Navajo-Indianer, ist ein Holzrahmenbau. Der Boden spiegelt das Achteck des Daches. Die Wände aus Strohballen sind außen und innen mit Lehm verputzt, ergänzt durch einen großen Lehmgrundofen. Alle sechs Seiten des aufgeständerten Gärtnerinenhauses sind mit Strohballen gedämmt, je zwei Ballen, schichtweise zwischen dem Ständerwerk und komprimiert. Innen und außen gibt es Lehmputz. Das Gärtnerinnenhaus kann als Ferienwohnung für vier Personen gemietet werden.

### Gästehaus Strohballentonnen und Lehm'kloster'
Fünf gereihte tonnenartige Gewölbe (auch kurz Die Tonnen genannt) aus konisch zugeschnittenen Strohballen bieten Übernachtungsmöglichkeiten auf dem Gelände. Sie reihen sich als Perlenkette aneinander und erinnern an südliche Dachformen. Entstanden 2011 in einem internationalen Baustellenkurs. Farbige Lehmputze, Stampflehmböden und wuchtige Betten aus alten Webstühlen runden die extravagante Form ab. Ein von der Dorfstraße zurück liegendes Gebäude, genannt Lehmkloster, ist ein umgestaltes Haus des früheren Dorf-Stellmachers. Die Ruine wurde wieder belebt unter Verwendung und Aufbereitung von Fenstern, Türen, Mauerwerk und Dach. An den bestehenden Außenwänden wurden in Form gebrachte Strohblöcke montiert und lehmverputzt. Der Boden erhielt eine Isolierung aus hohlen Flaschen. Obligatorisch ist der Holzgrundofen. Das Haus ist Unterkunft der benachbarten Lehmbildungsstätte. Weitere Lehmgebäude sind Badehaus und Sommerküche in Stampfllehmbauweise.
Neben den oben genannten Wohngebäuden gibt es im Garten noch ein Öko-Waschhaus (das u. a. mit Sonnenkollektoren erwärmtes Wasser verwendet, auch zum Duschen).

### Europäische Bildungsstätte für Lehmbau'
Die Bildungseinrichtung, eine gemeinnützige GmbH, ist 2001entstanden. Lehrinhalte sind Lehmbau, Arbeiten mit Stroh, Lehm, Kalk und gebrauchten Baumaterialien. Sie versteht sich als ein Zentrum des ökologischen Bauens.
Ausgehend von einer einfachen Sanierung eines alten Fachwerkhauses hat sich die Europäische Bildungsstätte für Lehmbau seit 2001 zu einer Experteneinrichtung zum ökologischen Bauen und Sanieren mit europäischer Ausstrahlung entwickelt. Sie ist Teil eines Netzwerks von europäischen Partnern mit verschiedenen Bildungsformaten.
Die hier im Rahmen der zahlreichen Bildungsprojekte entwickelte Lernkultur ist Grundlage für die Entwicklung der Kursangebote. Über die Kursangebote soll das Bewusstsein für Nachhaltigkeit im Baubereich und der eigenverantwortliche Umgang mit ökologischen Baustoffen gefördert werden.

## Auszeichnungen
Das Lehmhaus wurde 2012 für seine Stampflehmbauweise mit dem Terra Award ausgezeichnet.
Der Wangeliner Garten erhielt für die hier realisierte Pflanzenvielfalt im Jahr 2020 das Siegel der Vereinten Nationen.